# ستيبان فيليبوفيتش

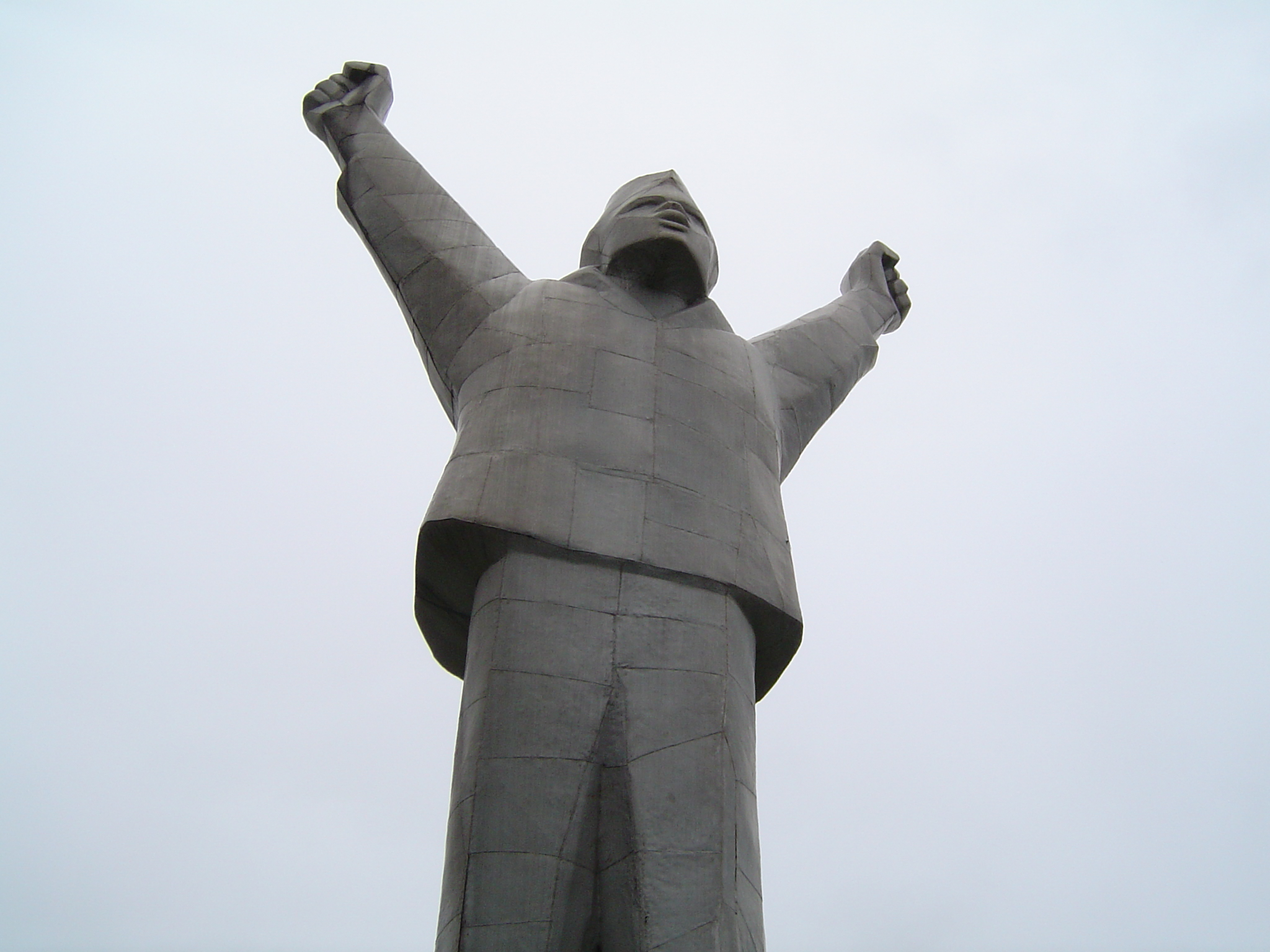
النصب التذكاري لستيبان.

ستيبان فيليبوفيتش (27 يناير 1916 – 22 مايو 1942)، هو مناضل شيوعي ومقاوم يوغسلافي تم اعدامه من قِبَل القوات الالمانية عام 1942 اشتهر بسبب صورته التي يظهر فيها متحدياً الألمان والتي التقطت له قبل اعدامه بلحظات واعتبرت من أكثر الصور المؤثرة في الحرب العالمية الثانية.

## حياته
ولد ستيبان في 27 يناير 1916 في ابوزين في كرواتيا في الأيام الاخيرة من عمر الامبراطورية النمساوية المجرية وقبل اندلاع الحرب العالمية الثانية كان يعيش في صربيا التي تُعد جزءً من المملكة اليوغسلافية، التحق بحركة العمال في عام 1937 ولكنه اُعتقل عام 1939 وحُكم عليه بالسجن لمدة عام وبعد خروجه التحق بصفوف الحزب الشيوعي اليوغسلافي.

## إعدامه
خلال الحرب العالمية الثانية التحق بصفوف المقاومة الشيوعية اليوغسلافية واصبح قائد أحد الفصائل المقاومة الشعبية لكن تم اعتقاله من قِبَل الاألمان وحُكم عليه بالإعدام شنقاً وقد تم وضع الحبل على رقبته وقبل التنفيذ وقف على المنصة ورفع كلتا يديه ثم صرخ بأعلى صوته:«الموت للفاشية الحرية للشعب!» وفي أثناء تلك اللحظة اُلتقطت آخر صورةٍ له حياً ليتم شنقه بعد لحظات.

## الرمز
بعد وفاته أصبح ستيبان رمزاً للصمود وقد اتخذ المقاومون اليوغسلافيون من كلمته الأخيرة شعاراً لهم وبعد الحرب شُيّد تمثال له عام 1968 بأمر من الزعيم اليوغسلافي جوزيف تيتو.